# Ndue Mujeci
Ndue Mujeci (Scutari, 24 febbraio 1993) è un calciatore albanese, attaccante del North Sunshine Eagles.

## Carriera
Il 22 agosto 2016 viene acquistato a titolo definitivo dalla squadra bulgara del Pirin Blagoevgrad, con cui firma un contratto biennale con scadenza il 30 giugno 2018.

## Statistiche

### Presenze e reti nei club
Statistiche aggiornate al 26 novembre 2017.
| Stagione         | Squadra           | Campionato       | Campionato | Campionato | Coppe nazionali | Coppe nazionali | Coppe nazionali | Coppe continentali | Coppe continentali | Coppe continentali | Altre coppe | Altre coppe | Altre coppe | Totale | Totale |
| Stagione         | Squadra           | Comp             | Pres       | Reti       | Comp            | Pres            | Reti            | Comp               | Pres               | Reti               | Comp        | Pres        | Reti        | Pres   | Reti   |
| ---------------- | ----------------- | ---------------- | ---------- | ---------- | --------------- | --------------- | --------------- | ------------------ | ------------------ | ------------------ | ----------- | ----------- | ----------- | ------ | ------ |
| gen.-giu. 2012   | Vllaznia          | KS               | 2          | 1          | CA              | 1               | 0               | UEL                | -                  | -                  | -           | -           | -           | 3      | 1      |
| 2012-2013        | Ada               | KP               | 30         | 2          | CA              | 2               | 0               | -                  | -                  | -                  | -           | -           | -           | 32     | 2      |
| 2013-mar. 2014   | Ada               | KP               | 14         | 5          | CA              | 2               | 0               | -                  | -                  | -                  | -           | -           | -           | 16     | 5      |
| Totale Ada       | Totale Ada        | Totale Ada       | 44         | 7          |                 | 4               | 0               |                    | -                  | -                  |             | -           | -           | 48     | 7      |
| 2014             | Ventspils         | VL               | 34         | 12         | CL+CdL          | 1+0             | 0               | UCL                | 2                  | 0                  | -           | -           | -           | 37     | 12     |
| 2015             | Ventspils         | VL               | 21         | 11         | CL+CdL          | 2+0             | 0               | UCL                | 2                  | 0                  | -           | -           | -           | 25     | 11     |
| mar.-ago. 2016   | Ventspils         | VL               | 10         | 0          | CL+CdL          | 4+0             | 3               | UEL                | 1                  | 0                  | -           | -           | -           | 15     | 3      |
| Totale Ventspils | Totale Ventspils  | Totale Ventspils | 65         | 23         |                 | 7               | 3               |                    | 5                  | 0                  |             | -           | -           | 77     | 26     |
| 2016-gen. 2017   | Pirin Blagoevgrad | A                | 11         | 0          | CB              | 2               | 1               | -                  | -                  | -                  | -           | -           | -           | 13     | 1      |
| gen.-giu. 2017   | Dunav Ruse        | A                | 15         | 1          | CB              | 1               | 0               | -                  | -                  | -                  | -           | -           | -           | 16     | 1      |
| lug.-dic. 2017   | Saburtalo Tbilisi | EL               | 18         | 2          | CG              | 0               | 0               | -                  | -                  | -                  | -           | -           | -           | 18     | 2      |
| Totale carriera  | Totale carriera   | Totale carriera  | 155        | 34         |                 | 15              | 4               |                    | 5                  | 0                  |             | -           | -           | 175    | 38     |

## Palmarès

### Club

#### Competizioni nazionali
- Campionato lettone: 1

Ventspils: 2014